# フレデリックスバーグ線
フレデリックスバーグ線（英語：Fredericksburg Line）はワシントンD.C.のユニオン駅からバージニア州のフレデリックスバーグにあるフレデリックスバーグ駅 を結ぶバージニア急行鉄道の鉄道路線である。1992年7月20日に開業した。